# Turkey's Next Top Model
Turkey's Next Top Model è un programma turco, basato sul format americano America's Next Top Model.

## Edizioni
| edizioni | Data di première |           | Vincitrice  | Seconda classificata |    | Altre concorrenti | Numero di concorrenti |  | destinazione internazionale |
| 1        | 17 agosto 2006   | Selda Car | Yağmur Eren | Eda Köse, Güneş Öznek, Meral Bayram, Merve Şendil, Nurcan Altınoluk, Göksun Uzun, Gözde Çetin, Senem Kuyucuoğlu, Songül Yıldırım, Şeyma Subaşı | 12 | Milano            |                       |  |                             |